# ديفيد كينغ (لاعب كرة قدم أمريكية)
ديفيد كينغ (بالإنجليزية: David King)‏ هو لاعب كرة قدم أمريكية أمريكي، ولد في 27 ديسمبر 1989 في هيوستن في الولايات المتحدة.

## وصلات خارجية
- دايفيد كينغ على موقع مرجع كرة القدم المحترفة.كوم (الإنجليزية)